# 保利尼亚
保利尼亚是巴西圣保罗州的一个市镇。总面积139.332平方公里，总人口84577人，人口密度607人/平方公里。